# North Branford
North Branford è un comune di 14.398 abitanti degli Stati Uniti d'America, situato nella Contea di New Haven nello Stato del Connecticut.